# ميلود هدفي
ميلود هدفي (ولد في 12 مارس 1949 بوهران - توفي في 17 يونيو 1994) لاعب كرة قدم جزائري، يعتبر واحدا من اللاعبين الممتازين الذين أنجبتهم الكرة في الجزائر وإفريقيا، بالنظر إلى قيمة وإبداع ابن حي بروتان، لقب بالقيصر الإفريقي من طرف الجوهرة السوداء بيليه لتشابه أسلوب لعبه مع القيصر فرانتس بكنباور.

## البداية
بدأ هدفي ميلود مشواره الكروي مع جمعية وهران، قبل أن ينضم إلى الجار مولودية وهران في صنف الأشبال. ولعب للمولودية إلى غاية ,1969 قبل التنقل إلى وداد تلمسان الذي قدم له في ذلك الوقت عرضا لا يرفض يتمثل في منصب موظف في بنك وطني بأجرة محترمة، زائد الشقة ومنحة 30 ألف دينار. وكانت أكبر صفقة في ذلك الوقت. في سنة 1972، عاد اللاعب إلى المولودية وتوج معها بكأس الجزائر، ولعب مع صفوفها إلى غاية 1979 لينهي مشواره مع هلال سيق.

## مسيرته
وفي المنتخب الجزائري تدرج هدفي في مختلف الأصناف إلى غاية الفريق الجامعي، وشارك معه في 80 مباراة وضيع ألعاب البحر المتوسط فقط. وبخصوص مشواره كمدرب، فقد درب المولودية في بداية التسعينيات. ومن لا يعرف هدفي قد يكون مجنونا لأن الجوهرة البرازيلية بيلي لقبه بـالقيصر على هامش بطولة العالم للقارات، التي جرت بالمكسيك عندما لعب للمنتخب الإفريقي. وفي سنة 1973 أجمعت وسائل الإعلام البرازيلية أن هدفي أحسن فنيا من الألماني بيكنباور لتعدد مميزاته البرازيلية. فقد كان فنانا، أنيقا، ويحسن مداعبة الكرة وواحد ممن أبدعوا تقنية الانفلات من التسلل. ويكفيه فخرا أن المدرب العالمي أيمي جاكي الذي كان يشرف على ليون في 1978 تنقل إلى تلمسان لمشاهدته في لقاء الدور نصف النهائي لكأس الجزائر أمام نصر حسين داي، رفقة اللاعب الكبير ماريو دي نالو الذي كان مديرا عام للفريق من أجل إقناعه بالاحتراف. لكنه رفض رغم أنه كان في ال29 سنة من العمر، وذلك بسبب إصراره على المشاركة مع النخبة الوطنية في الألعاب الإفريقية. وكان هدفي ميلود صاحب شخصية قوية ورجل مبادئ، ففي الألعاب الأفريقية التي جرت بنيجيريا منحه الحكم بطاقة حمراء اضطر إلى تمزيقها، وبسببه تم تغيير البطاقات من ورقية إلى بلاستيكية. كان يحب المولودية وعندما دربها اضطر إلى إخراج 20 مليون من جيبه ليقنع حفيظ تسفاوت بالبقاء. لم يكن يهمه المال. ولأنه ترك شقته في تلمسان، عندما منحته المولودية شقة في وهران فقد منحها للمهاجم مداحي.
لقبه بيليه بـالقيصر الإفريقي، وذلك لتشابه أدائه إلى حد كبير مع أداء القيصر الألماني فرانز بيكنباور ويعتبر أحد أفضل المدافعين الذين انجبتهم الكرة الجزائرية وكان أحد نجوم نادي مولودية وهران في السبعينات وظل وفيا للنادي حتى بعد اعتزاله اللعب فقد توفي بسكتة قلبية حزنا على فشل الفريق في التأهل إلى نهائي كأس الجزائر أمام نادي أمل عين مليلة في 17 جوان 1994
و قد استدعي لمنتخب الجزائر وهو لايتجاوز 19 سنة في عهد المدرب الفرنسي لوسيان لوديك ولعب لمنتخب الجزائر 80 مباراة دولية واعتزل من المنتخب سنة 1979، وبذلك يعد من بين اللاعبين القلائل الذي بلغوا هذا العدد الكامل ما يؤكد مدى المستوى الكبير الذي كان يمتاز به.
كما استدعي مرتين للمنتخب الإفريقي في كأس العالم للقارات في البرازيل سنة 1972 والمكسيك 1973 علي التوالي وهو الاعب العربي الوحيد الذي نال هذا الشرف وكان هو ليبيرو المنتخب الأفريقي في كأسي العالم.
توفي في 17 يونيو 1994.

## وصلات خارجية
- ميلود هدفي على موقع الاتحاد الدولي (مؤرشف)  (الإنجليزية)
- ميلود هدفي على موقع قاعدة بيانات كرة القدم.إي يو (الإنجليزية)
- ميلود هدفي على موقع ناشيونال فوتبول تيمز (الإنجليزية)
- المرحوم هدفي ميلود لقبه اللاعب الأسطورة بيلي بالقيصر - الخبر